# Standard & Poor's

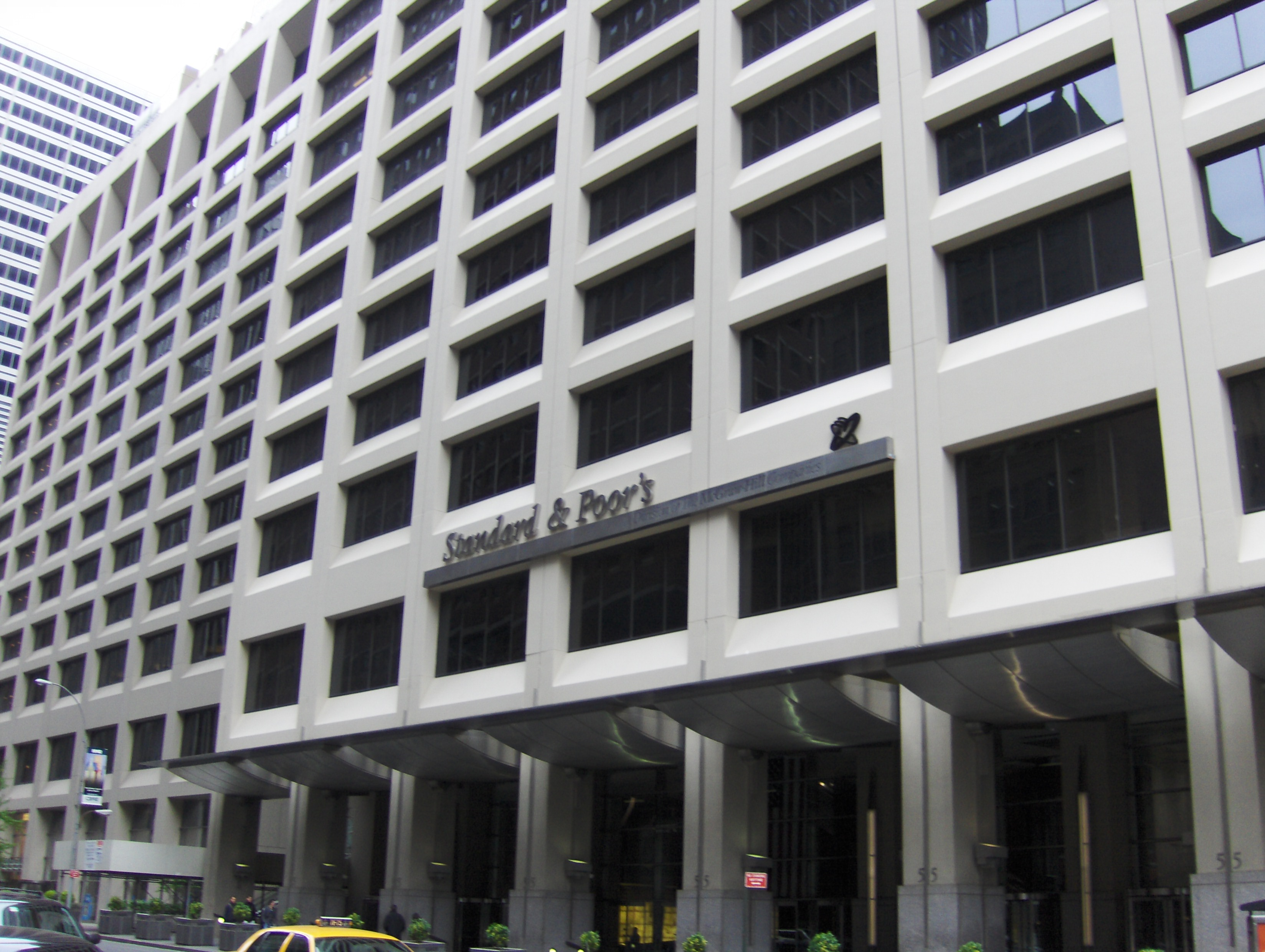
Ústředí společnosti, 55 Water Street

Standard & Poor's (S&P) je americká finanční společnost, divize společnosti McGraw-Hill, která publikuje finanční analýzy a výzkumy zejména v oblastí akcií a dluhopisů. Je známá díky burzovním indexům, zejména amerického S&P 500, australského S&P/ASX 200, kanadského S&P/TSX, italského S&P/MIB a indického S&P CNX Nifty. Patří do tzv. velké trojky ratingových agentur, kterou tvoří společně s agenturami Moody's a Fitch Ratings).

## Historie společnosti
První obtisk Standard & Poor's v historii je z roku 1860, kdy Henry Varnum Poor publikoval dílo History of Railroads and Canals in the United States (Historie železnic a kanálů ve Spojených státech). Kniha byla pokusem o sesbírání kompletních informací o finanční a operační struktuře amerických železničních společností. Henry Varnum pokračoval a vytvořil společně se svým synem Henry Williamem společnost H.V. and H.W. Poor Co, který publikovala aktualizovanou verzi této knihy každý rok.[zdroj?]
V roce 1906 Luther Lee Blake založil společnost Standard Statistics Bureau, jež měla poskytovat finanční informace o neželezničních společnostech. Tato společnost nepublikovala informace na roční bázi, naopak využívala karty 5×7 palců, které umožňovaly častější aktualizace.[zdroj?]
Obě dvě společnosti fúzovaly v roce 1941, čímž vznikla společnost Standard & Poor's Corp. Následně, v roce 1966, byla S&P koupena společností McGraw-Hill a v současnosti je součástí její finanční divize.

## Úvěrový rating
Standard & Poor's, jako ratingová agentura, vydává rating úvěrů veřejných a soukromých společností. Společnost je jednou ze státně uznaných statistických ratingových organizací, který určuje U.S. Securities and Exchange Commission. Vydávány jsou krátkodobé i dlouhodobé ratingy.
Společnost jako první snížila 5. srpna 2011 rating USA z nejvyšší známky AAA na AA+. Spojené státy přišly o nejvyšší rating poprvé v historii.